# Paral·lel 18° nord
El paral·lel 18° nord és una línia de latitud que es troba a 18 graus nord de la línia equatorial terrestre. Travessa Àfrica, Àsia, el oceà Índic, el oceà Pacífic, Centreamèrica, el Carib i el oceà Atlàntic.

## Geografia
En el sistema geodèsic WGS84, al nivell de 18° de latitud nord, un grau de longitud equival a 105,905 km; la longitud total del paral·lel és de 38.126 km, que és aproximadament 95,1% de la de l'equador. Es troba a una distància de 1.991 km de l'equador i a 8.011 km del pol Nord.
Igual que tots els altres paral·lels a part de l'equador,el paral·lel 18° nord no és un cercle màxim i, per tant, no és la distància més curta entre dos punts, fins i tot si són a la mateixa latitud. Per exemple, seguint el paral·lel, la distància recorreguda entre dos punts de longitud oposada és 19.063  km; després d'un cercle màxim (que passa pel Pol Nord), només és 16.022  km.

## Durada del dia
En aquesta latitud, el sol és visible durant 13 hores i 13 minut a l'estiu, i 11 hores i 3 minuts en solstici d'hivern.

## Arreu del món
Començant al meridià de Greenwich i dirigint-se cap a l'est, el paral·lel 18º passa per:
| Coordenades                               | País, territori o mar     | Notes |
| ----------------------------------------- | ------------------------- | --- |
| 18° 0′ N, 0° 0′ E / 18.000°N,0.000°E      | Mali                      | |
| 18° 0′ N, 4° 14′ E / 18.000°N,4.233°E     | Níger                     | |
| 18° 0′ N, 15° 30′ E / 18.000°N,15.500°E   | Txad                      | |
| 18° 0′ N, 24° 0′ E / 18.000°N,24.000°E    | Sudan                     | |
| 18° 0′ N, 38° 4′ E / 18.000°N,38.067°E    | Eritrea                   | Un kilòmetre |
| 18° 0′ N, 38° 4′ E / 18.000°N,38.067°E    | Mar Roig                  | |
| 18° 0′ N, 41° 38′ E / 18.000°N,41.633°E   | Aràbia Saudita            | |
| 18° 0′ N, 48° 7′ E / 18.000°N,48.117°E    | Iemen                     | |
| 18° 0′ N, 52° 28′ E / 18.000°N,52.467°E   | Oman                      | |
| 18° 0′ N, 56° 24′ E / 18.000°N,56.400°E   | Oceà Índic                | Mar d'Aràbia |
| 18° 0′ N, 73° 1′ E / 18.000°N,73.017°E    | Índia                     | Maharashtra Karnataka Andhra Pradesh Chhattisgarh Orissa Telangana                                                                                         |
| 18° 0′ N, 83° 34′ E / 18.000°N,83.567°E   | Oceà Índic                | Golf de Bengala |
| 18° 0′ N, 94° 28′ E / 18.000°N,94.467°E   | Myanmar (Burma)           | |
| 18° 0′ N, 97° 44′ E / 18.000°N,97.733°E   | Tailàndia                 | |
| 18° 0′ N, 101° 1′ E / 18.000°N,101.017°E  | Laos                      | |
| 18° 0′ N, 101° 45′ E / 18.000°N,101.750°E | Tailàndia                 | |
| 18° 0′ N, 102° 24′ E / 18.000°N,102.400°E | Laos                      | Passa just al nord de Vientiane |
| 18° 0′ N, 103° 3′ E / 18.000°N,103.050°E  | Tailàndia                 | |
| 18° 0′ N, 104° 12′ E / 18.000°N,104.200°E | Laos                      | |
| 18° 0′ N, 105° 37′ E / 18.000°N,105.617°E | Vietnam                   | |
| 18° 0′ N, 106° 28′ E / 18.000°N,106.467°E | Mar de la Xina Meridional | Passa just al sud de l'illa de Hainan, República Popular de la Xina                                                                                        |
| 18° 0′ N, 120° 30′ E / 18.000°N,120.500°E | Filipines                 | Island of Luzon |
| 18° 0′ N, 122° 11′ E / 18.000°N,122.183°E | Oceà Pacífic              | mar de les Filipines · Passa just al sud de l'illa de Pagan, Illes Mariannes Septentrionals · en una part sense nom de l'oceà                              |
| 18° 0′ N, 102° 27′ O / 18.000°N,102.450°O | Mèxic                     | |
| 18° 0′ N, 88° 46′ O / 18.000°N,88.767°O   | Belize                    | |
| 18° 0′ N, 88° 8′ O / 18.000°N,88.133°O    | Badia de Chetumal         | |
| 18° 0′ N, 87° 58′ O / 18.000°N,87.967°O   | Belize                    | Ambergris Caye |
| 18° 0′ N, 87° 55′ O / 18.000°N,87.917°O   | Mar del Carib             | |
| 18° 0′ N, 77° 50′ O / 18.000°N,77.833°O   | Jamaica                   | Passa a través de Kingston |
| 18° 0′ N, 76° 15′ O / 18.000°N,76.250°O   | Mar del Carib             | Passa just al sud de la Península de Tiburón, Haití |
| 18° 0′ N, 71° 42′ O / 18.000°N,71.700°O   | República Dominicana      | |
| 18° 0′ N, 71° 9′ O / 18.000°N,71.150°O    | Mar del Carib             | Passa just al sud de l'illa Saona, República Dominicana · Passa just al sud de l'illa de Mona, Puerto Rico                                                 |
| 18° 0′ N, 67° 12′ O / 18.000°N,67.200°O   | Puerto Rico               | |
| 18° 0′ N, 65° 52′ O / 18.000°N,65.867°O   | Mar del Carib             | Passa just al sud de Vieques, Puerto Rico · Passa entre les illes de St. Thomas i Saint Croix, Illes Verges Americanes · Passa just al sud de Sint Maarten |
| 18° 0′ N, 63° 0′ O / 18.000°N,63.000°O    | Oceà Atlàntic             | Passa just al nord de Saint Barthélemy |
| 18° 0′ N, 16° 1′ O / 18.000°N,16.017°O    | Mauritània                | Passa just al sud de Nouakchott |
| 18° 0′ N, 5° 46′ O / 18.000°N,5.767°O     | Mali                      | |